# 브렌던 글리슨
브렌던 글리슨(Brendan Gleeson, 1955년 3월 29일 ~ )은 아일랜드의 배우, 영화 감독이다. 2020년 아이리시 타임스가 선정한 역대 위대한 아일랜드 배우 18위에 올랐다. 《이니셰린의 밴시》(2022)로 제95회 아카데미상, 제76회 영국 아카데미 영화상, 제80회 골든 글로브상, 제29회 미국 배우 조합상의 남우조연상 후보에 동시에 올랐으며 전미 비평가 위원회 남우조연상을 수상했다. 배우 도널 글리슨과 브리언 글리슨의 아버지이다.

## 출연 작품

### 영화
- 카인의 반항 (1990)
- 파 앤드 어웨이 (1992)
- 브레이브하트 (1995)
- 마이클 콜린스 (1996)
- 터뷸런스 (1997) - 스텁스 역
- 푸줏간 소년 (1997)
- 장군 (1998)
- 플래시드 (1999)
- 미션 임파서블 2 (2000)
- 해리슨의 꽃 (2000)
- 테일러 오브 파나마 (2001)
- A.I. (2001) - 로드 존슨존슨 역
- 28일 후 (2002) - 프랭크 역
- 갱스 오브 뉴욕 (2002) - 월터 몽크 맥긴 역
- 다크 블루 (2002)
- 콜드 마운틴 (2003) - 스토브로드 역
- 아름다운 나라 (2004, In My Country)
- 트로이 (2004) - 메네라우스 역
- 빌리지 - 오거스트 니컬슨 역
- 킹덤 오브 헤븐 (2005)
- 플루토에서 아침을 (2005)
- 해리포터와 불의 잔 (2005) - 매드 아이 무디 역
  - 해리 포터와 불사조 기사단 (2007)
  - 해리 포터와 죽음의 성물 1부 (2010)
- 베오울프 (2007)
- 킬러들의 도시 (2008) - 켄 역
- 켈스의 비밀 (2009) - 목소리
- 그린 존 (2010)
- 더 가드 (2011)
- 앨버트 놉스 (2011)
- 세이프 하우스 (2012)
- 더 레이븐 (2012)
- 허당 해적단 (2012) - 목소리
- 컴퍼니 유 킵 (2012)
- 개구쟁이 스머프 2 (2013) - 목소리
- 그랜드 시덕션 (2013, The Grand Seduction)
- 캘버리 (2014)
- 엣지 오브 투모로우 (2014)
- 바다의 노래: 벤과 셀키요정의 비밀 (2014) - 코너 / 맥 리르 역 (목소리)
- 히든 아이덴티티 (2014)
- 서프레제트 (영화) (2015)
- 하트 오브 더 씨 (2015)
- 얼론 인 베를린 (2016, Alone in Berlin)
- 우리를 침범하는 것들 (2016) - 콜비 역
- 리브 바이 나이트 (2016)
- 어쌔신 크리드 (2016) - 조지프 린치 역
- 햄스테드 (2017) - 도널드 역
- 패딩턴 2 (2017) - 너클스 맥긴티 역
- 카우보이의 노래 (2018)
- 사이킥 (2018, Psychic) - 단편, 연출 겸임
- 프랭키 (2019)
- 리버댄스: 애니메이션 어드벤처 (2021)
- 맥베스의 비극 (2021)
- 이니셰린의 밴시 (2022) - 콜름 도허티 역
- 조커: 폴리 아 되 (2024) - 재키 설리반 역

### 텔레비전
- 미스터 메르세데스 (2017-19)
- 코미 룰: FBI 폭로 스캔들 (2020)
- 새터데이 나이트 라이브 (2022)